# 国道496号
国道496号（こくどう496ごう）は、福岡県行橋市から大分県日田市に至る一般国道である。

## 概要
沿線は、行橋市内より京都郡みやこ町へ南下するにつれ道幅が狭く（全面1.5車線 - 1車線）なり、典型的な山道となる。標高の高い福岡・大分県境の野峠（721 m）付近では、冬季は路面凍結により通行止めやチェーン規制になることが多く、また、夏季は大雨による土砂崩れなどによる通行止めなどの交通規制が多い。
京都郡みやこ町犀川伊良原地区では県営伊良原ダムの建設に伴い、現在道路の付け替え工事が行われている。
大分県に入り中津市山国町泉付近より道路が整備（片側1車線の対面通行）され、山国川の源流・奥耶馬溪の自然を満喫しながらさらに南下する。中津市山国町守実で国道212号との重複区間となり、日田市内に至る。

### 路線データ

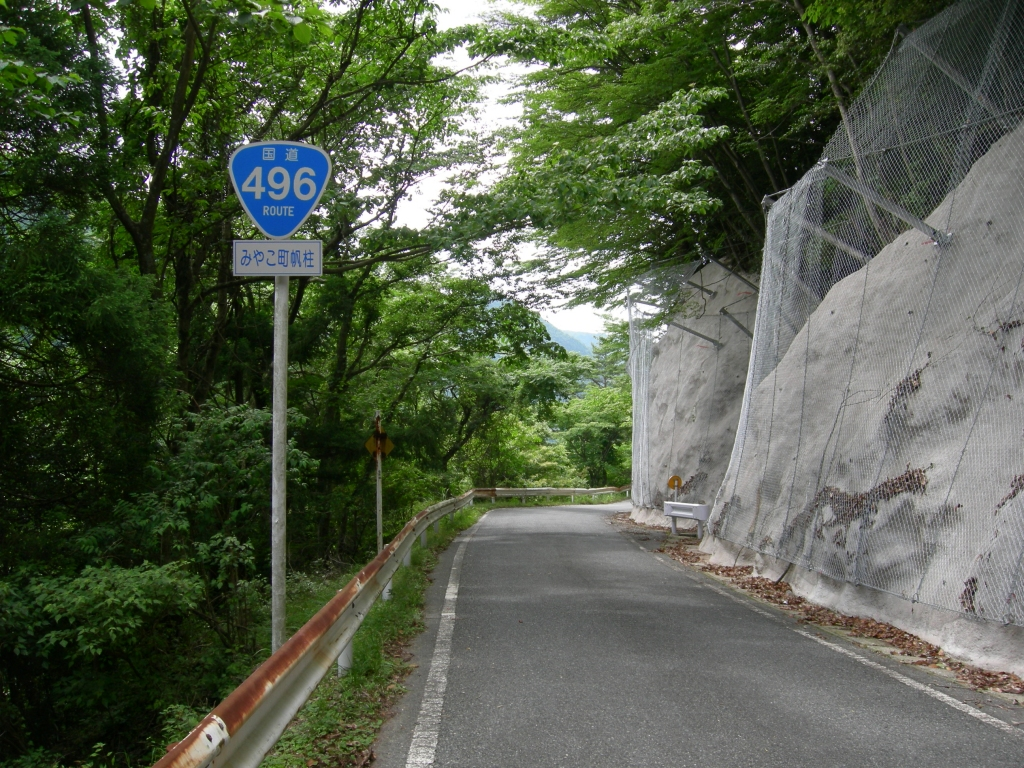
国道496号
福岡県京都郡みやこ町犀川帆柱

一般国道の路線を指定する政令に基づく起終点および重要な経過地は次のとおり。
- 起点：行橋市（草野交差点 = 国道201号交点、福岡県道255号山口行橋線終点）
- 終点：日田市（高瀬交差点 = 国道210号交点、国道212号上）
- 重要な経過地：福岡県京都郡犀川町[注釈 2]、大分県下毛郡山国町[注釈 3]
- 総延長 : 55.5 km（福岡県 37.8 km、大分県 17.7 km）重用延長を含む[3][注釈 4]
- 重用延長 : 0.0 km（福岡県 0.0 km、大分県 - km）[3][注釈 4]
- 未供用延長 : なし[3][注釈 4]
- 実延長 : 55.5 km（福岡県 37.8 km、大分県 17.7 km）[3][注釈 4]
  - 現道 : 43.1 km（福岡県 25.4 km、大分県 17.7 km）[3][注釈 4]
  - 旧道 : なし[3][注釈 4]
  - 新道 : 12.4 km（福岡県 12.4 km、大分県 - km）[3][注釈 4]
- 指定区間：なし[4]

## 歴史
- 1993年（平成5年）4月1日 - 一般国道496号として指定。

前身となった路線は、福岡県道・大分県道2号行橋山国線である（一部は福岡県道32号豊前甘木線（※1993（平成5）年4月からは国道500号）と重複）。
- 2006年（平成18年）10月 - 伊良原ダム建設工事に伴い京都郡みやこ町犀川伊良原地区の道路付け替え工事着手
- 2007年（平成19年）12月14日 - 豊津犀川バイパス開通
- 2021年（令和3年）3月9日 - 福岡県告示第249号により、伊良原ダムの旧道の国道指定が解除[5]。

## 路線状況

### 通称
- 安川通り（行橋市街地部）

### バイパス
- 豊津犀川バイパス

### 重複区間
- 国道500号（福岡県京都郡みやこ町犀川帆柱 - 大分県中津市山国町守実）
- 国道212号（大分県中津市山国町守実 - 日田市大日町・高瀬交差点（終点））

### 道路施設

#### 橋梁
- 福岡県
  - 庄屋橋（長狭川、行橋市）
  - 行橋みやこ大橋（今川、行橋市）
- 大分県
  - 財津橋（花月川、日田市、国道212号重複区間内）
  - 屋敷橋（渡里川、日田市、国道212号重複区間内）
  - 花月川大橋（花月川、日田市、国道212号重複区間内）
  - 岸高橋（城内川、日田市、国道212号重複区間内）
  - 浄明寺橋（庄手川、日田市、国道212号重複区間内）
  - 島内橋（三隈川、日田市、国道212号重複区間内）
  - 台切大橋（三隈川、日田市、国道212号重複区間内）
  - 上野橋（日田市、国道212号重複区間内）

#### トンネル
- 大分県
  - 奥耶馬トンネル：延長717 m、1976年（昭和51年）竣工、中津市 - 日田市（国道212号重複区間内）

## 地理

### 通過する自治体
- 福岡県
  - 行橋市 - 京都郡みやこ町
- 大分県
  - 中津市 - 日田市

### 交差する道路
| 交差する道路                                  | 都道府県名 | 市町村名 | 市町村名 | 交差する場所 | 交差する場所         |
| --------------------------------------------- | ---------- | -------- | -------- | ------------ | -------------------- |
| 国道201号 福岡県道255号山口行橋線             | 福岡県     | 行橋市   | 行橋市   | 大字草野     | 草野交差点 / 起点    |
| 福岡県道34号行橋添田線                        | 福岡県     | 行橋市   | 行橋市   | 西宮市3丁目  | 西宮市三丁目交差点   |
| 福岡県道250号長尾稗田平島線                   | 福岡県     | 行橋市   | 行橋市   | 泉中央8丁目  | 福原交差点           |
| 福岡県道58号椎田勝山線                        | 福岡県     | 京都郡   | みやこ町 | 国作         | みやこ町八景山交差点 |
| 福岡県道238号豊津椎田線                       | 福岡県     | 京都郡   | みやこ町 | 豊津         |                      |
| 福岡県道201号犀川豊津線                       | 福岡県     | 京都郡   | みやこ町 | 豊津         |                      |
| 福岡県道240号下深野犀川線                     | 福岡県     | 京都郡   | みやこ町 | 光冨         | 光富橋交差点         |
| 福岡県道239号木井馬場犀川停車場線             | 福岡県     | 京都郡   | みやこ町 | 犀川木井馬場 |                      |
| 福岡県道292号津野帆柱線                       | 福岡県     | 京都郡   | みやこ町 | 犀川帆柱     |                      |
| 福岡県道32号犀川豊前線                        | 福岡県     | 京都郡   | みやこ町 | 犀川帆柱     |                      |
| 国道500号 重複区間起点                        | 福岡県     | 京都郡   | みやこ町 | 犀川帆柱     |                      |
| 国道212号 重複区間起点 国道500号 重複区間終点 | 大分県     | 中津市   | 中津市   | 山国町守実   |                      |
| 大分県道720号日田山国線                       | 大分県     | 中津市   | 中津市   | 山国町守実   |                      |
| 福岡県道・大分県道107号宝珠山日田線           | 大分県     | 日田市   | 日田市   | 大字花月     | 藤山三差路交差点     |
| 大分県道671号大鶴熊取線                       | 大分県     | 日田市   | 日田市   | 清水町       | 三和団地入口交差点   |
| 大分県道676号西有田豆田線                     | 大分県     | 日田市   | 日田市   | 大字三和     | 天神町交差点         |
| E34 大分自動車道                              | 大分県     | 日田市   | 日田市   | 清岸寺町     | 5 日田IC             |
| 国道386号 福岡県道・大分県道112号福岡日田線   | 大分県     | 日田市   | 日田市   | 大字十二町   | 玉川交差点           |
| 大分県道677号石井庄手線                       | 大分県     | 日田市   | 日田市   | 大字庄手     | 日ノ隈町交差点       |
| 国道210号 国道212号 重複区間終点              | 大分県     | 日田市   | 日田市   | 大日町       | 高瀬交差点           |

### 交差する鉄道
- 平成筑豊鉄道田川線
- 日豊本線
- 久大本線

### 沿線
- ゆめタウン行橋
- コスタ行橋
- 今川
- JR九州日豊本線・平成筑豊鉄道田川線 行橋駅
- 福岡県立京都高等学校
- 福岡県立行橋高等学校
- 行橋市立泉小学校
- 福岡県立育徳館中学校・高等学校
- みやこ町役場豊津支所
- 豊津犀川バイパス
- みやこ町役場城井支所
- みやこ町立城井小学校
- みやこ町役場伊良原支所
- 祓川
- 伊良原ダム
- 重要文化財永沼家
- 蛇淵キャンプ場
- 耶馬溪
- 魔林峡
- 猿飛甌穴群

### 峠
- 福岡県
  - 野峠：標高721 m、京都郡みやこ町 - 大分県中津市